# Pyrèthre rose
Tanacetum coccineum
Espèce
Classification phylogénétique
Le pyrèthre rose (Tanacetum coccineum) est une espèce de plante à fleurs de la famille des Asteraceae.
C'est une plante herbacée vivace.

## Utilisation
Le pyrèthre rose est surtout cultivé dans les jardins comme plante d'ornement pour ses fleurs aux différentes teintes de rose ou de rouge. La fleur contient de la pyréthrine, un insecticide naturel.

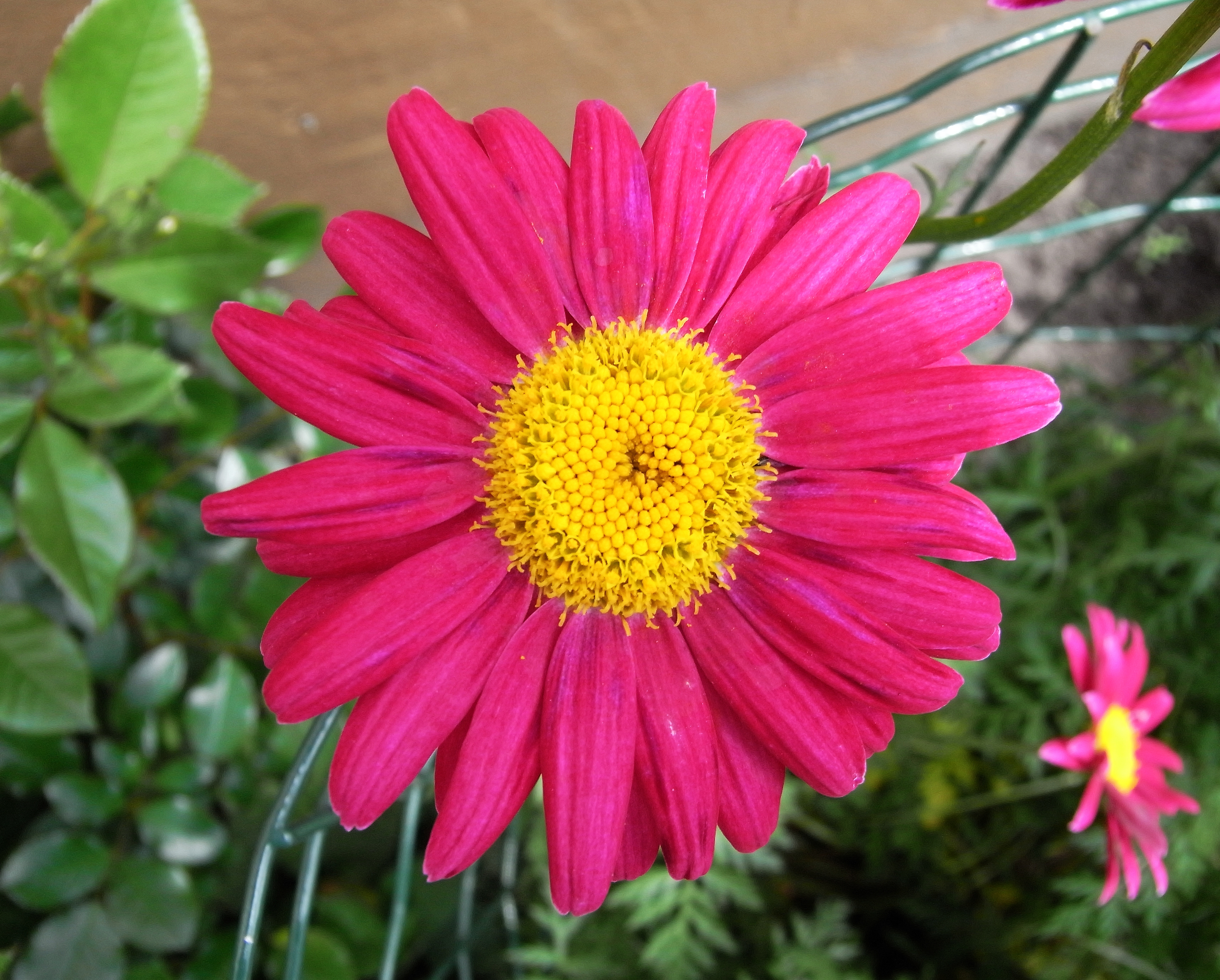
Capitule.

## Synonymes
- Chrysanthemum coccineum Willd.
- Chrysanthemum marschallii Asch. ex O.Hoffm.
- Chrysanthemum roseum Adams
- Pyrethrum carneum M.Bieb.
- Pyrethrum coccineum (Willd.) Worosch.
- Pyrethrum roseum (Adams) M.Bieb.